# Мисс Вселенная 1981
Мисс Вселенная 1981 (англ. Miss Universe 1981) — 30-й ежегодный конкурс красоты, проводился 20 июля 1981 года в Минскофф, Нью-Йорк, США. За победу на нём соревновалось 76 претенденток. Победительницей стала представительница Венесуэлы, Ирене Саэс.

## Результаты

### Места
| Место               | Участница |
| ------------------- | --- |
| Мисс Вселенная 1981 | - Венесуэла — Ирене Саэс |
| 1-я Вице-мисс       | - Канада — Доминик Дюфур |
| 2-я Вице-мисс       | - Швеция — Ева Лена Лундгрен |
| 3-я Вице-мисс       | - Бразилия — Адриана Оливейра |
| 4-я Вице-мисс       | - Бельгия — Доминик Икхауд |
| Топ-12              | - Французская Полинезия — Татьяна Тераямано - Норвегия — Мона Олсен - ФРГ — Марион Курц - Нидерланды — Ингрид Схоутен - США — Ким Силбрид - Эквадор — Лусия Винеса - Новая Зеландия — Донелла Томсен |

### Полуфинальные оценки
| \| Страна \| Средний балл, предварительно \| Интервью \| Купальник \| Вечернее платье \| Полуфинал, средний балл \| \| --------------------- \| ---------------------------- \| ---------- \| ---------- \| --------------- \| ----------------------- \| \| Венесуэла \| 8.575 (1) \| 8.966 (1) \| 9.024 (1) \| 8.887 (1) \| 8.959 (1) \| \| Бельгия \| 8.223 (6) \| 8.529 (3) \| 8.881 (2) \| 8.268 (3) \| 8.559 (2) \| \| Швеция \| 7.967 (9) \| 8.658 (2) \| 8.050 (6) \| 8.179 (4) \| 8.296 (3) \| \| Канада \| 7.913 (12) \| 8.167 (6) \| 8.133 (5) \| 8.508 (2) \| 8.269 (4) \| \| Бразилия \| 8.330 (4) \| 8.191 (5) \| 8.416 (3) \| 7.824 (7) \| 8.144 (5) \| \| Французская Полинезия \| 7.940 (11) \| 8.149 (7) \| 8.137 (4) \| 7.962 (5) \| 8.083 (6) \| \| Норвегия \| 8.259 (5) \| 8.435 (4) \| 7.717 (8) \| 7.838 (6) \| 7.997 (7) \| \| ФРГ \| 8.400 (3) \| 7.875 (8) \| 8.041 (7) \| 7.442 (10) \| 7.786 (8) \| \| Нидерланды \| 8.133 (7) \| 7.590 (9) \| 7.633 (9) \| 7.625 (9) \| 7.616 (9) \| \| США \| 8.527 (2) \| 7.427 (11) \| 7.617 (10) \| 7.653 (8) \| 7.566 (10) \| \| Эквадор \| 7.967 (9) \| 7.442 (10) \| 7.300 (12) \| 7.317 (12) \| 7.353 (11) \| \| Новая Зеландия \| 8.063 (8) \| 6.950 (12) \| 7.492 (11) \| 7.350 (11) \| 7.264 (12) \| | Победительница 1-я Вице-мисс 2-я Вице-мисс 3-я Вице-мисс 4-я Вице-мисс Топ-12 Полуфиналистки (#) Ранг в каждом туре конкурса |            |            |                 |                         |
| Страна | Средний балл, предварительно                                                                                                 | Интервью   | Купальник  | Вечернее платье | Полуфинал, средний балл |
| Венесуэла | 8.575 (1) | 8.966 (1)  | 9.024 (1)  | 8.887 (1)       | 8.959 (1)               |
| Бельгия | 8.223 (6) | 8.529 (3)  | 8.881 (2)  | 8.268 (3)       | 8.559 (2)               |
| Швеция | 7.967 (9) | 8.658 (2)  | 8.050 (6)  | 8.179 (4)       | 8.296 (3)               |
| Канада | 7.913 (12) | 8.167 (6)  | 8.133 (5)  | 8.508 (2)       | 8.269 (4)               |
| Бразилия | 8.330 (4) | 8.191 (5)  | 8.416 (3)  | 7.824 (7)       | 8.144 (5)               |
| Французская Полинезия | 7.940 (11) | 8.149 (7)  | 8.137 (4)  | 7.962 (5)       | 8.083 (6)               |
| Норвегия | 8.259 (5) | 8.435 (4)  | 7.717 (8)  | 7.838 (6)       | 7.997 (7)               |
| ФРГ | 8.400 (3) | 7.875 (8)  | 8.041 (7)  | 7.442 (10)      | 7.786 (8)               |
| Нидерланды | 8.133 (7) | 7.590 (9)  | 7.633 (9)  | 7.625 (9)       | 7.616 (9)               |
| США | 8.527 (2) | 7.427 (11) | 7.617 (10) | 7.653 (8)       | 7.566 (10)              |
| Эквадор | 7.967 (9) | 7.442 (10) | 7.300 (12) | 7.317 (12)      | 7.353 (11)              |
| Новая Зеландия | 8.063 (8) | 6.950 (12) | 7.492 (11) | 7.350 (11)      | 7.264 (12)              |

### Специальные награды
| Премия                     | Участница                                                                                      |
| -------------------------- | ---------------------------------------------------------------------------------------------- |
| Лучший национальный костюм | - Бразилия — Адриана Алвес де Оливейра - Венесуэла — Ирен Саес - Республика Корея — Ли Ын Чунъ |
| Мисс Конгениальность       | - Багамские Острова — Линда Смит                                                               |
| Мисс Фотогеничность        | - Дания — Тина Брандструп                                                                      |

### Топ
| 1. Голландия 2. Эквадор 3. Новая Зеландия 4. Швеция 5. Бразилия 6. США 7. Норвегия 8. Венесуэла 9. Бельгия 10. Германия 11. Италия 12. Канада | 1. Швеция 2. Бразилия 3. Бельгия 4. Венесуэла 5. Канада |

## Фоновая музыка
- Открытие: "Нью-Йорк, Нью-Йорк" — Фрэнк Синатра (кавер-версия)

## Судьи[5]
| - Сэмми Кан - Чханъ Канъ Чэ - Пеле - Хулио Иглесиас - Ицик Кол - Ли Мэйджорс - Мэри МакФедден | - Дэвид Меррик - Анна Моффо - Лерой Ниман - Лорин Незерлэндсер - Франческо Скавулло - Коринна Тсопей, Мисс Вселенная 1964 |

## Участницы
| - Аргентина – Сусана Мабель Рейносо - Аруба – Синия Рейес - Австралия – Карен Санг - Австрия – Гудрун Голлоп - Багамские Острова – Линда Тереза Смит - Бельгия – Доминик ван Эекхаудт - Британский Гондурас – Иветта Забане - Бермуды – Саймон Флори Такер - Боливия – Вивиан Замбрано - Бразилия – Адриана Алвес де Оливейра - Виргинские Острова (Великобритания) – Кармен Ниббс - Канада – Доминик Дюфур - Острова Кайман – Донна Мари Майри - Чили – Мария Соледад Уртадо Арельяно - Колумбия – Ана Эдильма (Эдди) Кано Пуэрта - Коста-Рика – Роза Инес Солис Варгас - Кюрасао – Мария Максима Кроес - Кипр – Катиа Ангелиду - Дания – Тина Брандструп - Доминиканская Республика – Фауста Лусия Пенья Верас - Эквадор – Лусия Исабель Винуэса Урхельес - Англия – Джоанна Лонгли - Фиджи – Линн Мишель Макдональд - Финляндия – Мерья Орвокки Варвикко - Франция – Изабель Софи Бенар - ФРГ – Марион Курц - Гибралтар – Иветта Домингес - Греция – Мария Никули - Гваделупа – Розетта Бивуак - Гуам – Берта Антуанетта Хармон - Гватемала – Юма Россана Лобос Орельяна - Нидерланды – Ингрид Йоханна Мари Схаутен - Гондурас – Лесли Нохеми Сабильон Давила - Гонконг – Ирен Ло Кам-Шунг - Исландия – Элизабет Траустадоттир - Индия – Рачита Кумар - Ирландия – Валери Ро - Израиль – Дана Векслер | - Италия – Анна Мария Канакис - Япония – Минеко Орисаку - Республика Корея – Ли Ын Чунъ - Малайзия – Одри Лох Инь Фонг - Мальта – Сюзанна Галеа - Мартиника – Гислен Жан-Луи - Маврикий: Кэрол Фицджеральд (отказалась) - Мексика – Джудит Грейс Гонсалес Хикс - Намибия – Антуанетта Ануза - Новая Зеландия – Донелла Томсен - Северные Марианские Острова – Хуанита Масга Мендиола - Норвегия – Мона Ольсен - Панама – Ана Мария Энрикес Вальдес - Парагвай – Мария Исабель Урисар Карас - Перу – Глэдис Сильва Канчино - Филиппины – Мария Каролина (Марикар) де Вера Мендоса - Португалия – Ана Паула Мачадо Моура - Пуэрто-Рико – Кармен Лотти - Реюньон – Патриция Абади - Сент-Китс и Невис – Марва Уорнер - Шотландия – Энн Макфарлейн - Сингапур – Florence Tan - Южно-Африканская Республика – Даниэла ди Паоло - Испания – Фрэнсис Ондивиела - Шри-Ланка – Ренука Варуни Джесудхасон - Швеция – Ева Лена Лундгрен - Швейцария – Бриджет Восс - Французская Полинезия – Татьяна Тераямано - Таиланд – Массупха Карбпрапун - Транскей – Кедибон Тембиса Летлака - Тринидад и Тобаго – Ромини Самару - Турция – Сенай Унлу - Теркс и Кайкос – Фрэнсис Глория Ригби - Уругвай – Гризельда Диана Анкорена - США – Ким Силбред - Виргинские Острова (США) – Мариз Сесиль Джеймс - Венесуэла – Ирен Саэс Конде - Уэльс – Карен Рут Стэннард - Самоа – Ленита Марианна Швальгер |

## Примечание

### Дебют
| - Гибралтар | - Намибия |

### Вернулись
| - Кипр - Фиджи - Мартиника | - Португалия - ЮАР | - Сент-Китс и Невис - Транскей - Самоа |

### Отказались
| - Индонезия: Росье Суатман - Папуа — Новая Гвинея: Дженнифер Абайя | - Сент-Винсент и Гренадины: Марша Энн Моррис - Синт-Мартен |

### Замены
- -  Гонконг: Дорис Ло была заменена Ирен Ло Кам-Шунг.

## Примечание
1. 1 2  Miss Universe Facts & Figures. buzzle.com. Дата обращения: 13 ноября 2010. Архивировано из оригинала 10 июня 2011 года.
2. ↑  Past Titleholders. www.missuniverse.com. Дата обращения: 22 сентября 2013. Архивировано 25 сентября 2013 года.
3. ↑  Miss Universe 1981 — Top 12 Semifinalists — YouTube. Дата обращения: 4 апреля 2015. Архивировано 7 марта 2016 года.
4. ↑  Miss Universe 1981 Top 5 Finalist & Final Question — YouTube. Дата обращения: 4 апреля 2015. Архивировано 6 марта 2016 года.
5. ↑  Miss Universe 1981. bellezavenezoelana.net. Дата обращения: 4 апреля 2015. Архивировано из оригинала 23 сентября 2015 года.
6. ↑  Venezuelan wins title: Miss Universe. The Robesonian. Associated Press. 21 июля 1981. Архивировано 2 января 2020. Дата обращения: 13 ноября 2010.